# Frédéric Fauthoux
Pour les articles homonymes, voir Fauthoux.
Frédéric Fauthoux est un entraîneur et joueur français de basket-ball né le 6 décembre 1972 à Saint-Sever (Landes). Il jouait au poste de meneur et mesure 1,80 m. Avec l'équipe de France, il est médaillé de bronze au Championnat d'Europe 2005.
Sa fille Marine Fauthoux, est une joueuse internationale française de basket-ball évoluant au poste de meneuse.
Fauthoux est une figure de légende de l'Élan béarnais.

## Biographie

### Carrière de joueur (1989-2012)
Il commence sa carrière dans le club de Horsarrieu. Après une saison à l'INSEP, Fauthoux rentre au centre de formation de l'Élan Béarnais en août 1989. Il intègre le groupe professionnel de l’Élan béarnais Pau-Orthez la saison suivante, et signe son premier contrat en juillet 1993.
Doté d'une taille et de qualités athlétiques quelconques, il se fait pourtant remarquer par sa hargne, son adresse à longue distance, et son sang-froid dans les moments chauds. Au cours de sa carrière, il marque ainsi de nombreux paniers à trois-points décisifs. Dans l'ombre des grands joueurs qu'il côtoie à Pau-Orthez, il ne reçoit cependant la reconnaissance du grand public que tardivement. Avec 7 titres de champion de France à son actif, le "Petitou" présente l'un des plus beaux palmarès du basket-ball français.
Déjà sélectionné pour l'Eurobasket 1997, compétition où les Français terminent à la dixième place, il est rappelé en équipe de France par Claude Bergeaud pour participer à l'Eurobasket 2005, lors duquel il remporte la médaille de bronze. Lors de la finale pour la troisième place, largement gagnée face à l'Espagne (98-68), il marque le dernier panier du match, un trois-points au buzzer, avant de se jeter dans les bras de Tony Parker. Très peu utilisé (il ne participe qu'à quatre des sept rencontres), il termine le tournoi avec 6 points, deux tirs à trois-points convertis sur deux tentatives.
Il prend sa retraite professionnelle le 13 mai 2007, au soir de la victoire de son équipe en Coupe de France. Bien que Pau-Orthez n'ait pas réussi à accrocher les playoffs, il quitte un club pour lequel il a joué 18 ans en restant « fier de lui ». Il se donne néanmoins pour nouvelle mission de jouer en Nationale 2 (4e division) avec l'Avenir Serreslous Horsarrieu afin de « boucler la boucle».
En mai 2010, il réalise enfin son « rêve de gosse » en décrochant la Coupe des Landes. Utilisé en sixième homme, il marque 12 points et se montre décisif en fin de match pour permettre à Horsarrieu de battre Gamarde-Goos en finale, 71 à 66.
Signe de sa popularité dans sa région natale, la Coupe des Landes minime, filles et garçons, a été rebaptisée il y a quelques années Coupe Frédéric Fauthoux.
De mars 2008 à avril 2014, il est maire-adjoint aux sports de la ville de Pau. Il fait partie de la Débrief'Team, équipe de basket-ball mixte créée en 2009 et composée d'employés de la ville de Pau et de la communauté d'agglomération de Pau-Pyrénées. Cette équipe a gagné le Corpo Challenge (tournoi corpo organisé par l'Élan béarnais) en 2009, 2010 et 2011.
Chaque été, il organise également des camps de basket-ball, à Hagetmau, dans les Landes.

### Carrière d'entraîneur (depuis 2012)
Il arrête sa carrière de joueur à la fin de la saison 2011-2012 et prend un poste d'entraîneur de l'équipe de Pau-Nord-Est qui évolue pour la saison 2012-2013 en NM3. L'équipe remporte le titre de champion de France de Nationale 3 2013 le 26 mai 2013 et accède à la NM2.
En août 2014, il est adjoint de Bernard Faure, l'entraîneur de l'équipe de France des 16 ans et moins qui prépare et remporte le Championnat d'Europe.
En mai 2015, Fauthoux quitte l'Élan Pau-Nord Est et rejoint le Paris-Levallois Basket, club de première division, en tant qu'entraîneur adjoint d'Antoine Rigaudeau. En décembre 2015, Rigaudeau démissionne et Fauthoux devient l'entraîneur du Paris-Levallois.
En mai 2020, Frédéric Fauthoux quitte les Metropolitans 92.
Sa fille Marine Fauthoux est également joueuse de basket-ball.
En juin 2020, Fauthoux rejoint l'ASVEL Lyon-Villeurbanne en tant qu'entraîneur associé à Terence Parker.
En mai 2022, Fauthoux est annoncé comme entraîneur de la Jeunesse laïque de Bourg-en-Bresse pour deux saisons (à partir de la saison 2022-2023).
Le 25 septembre 2024, il succède à Vincent Collet comme sélectionneur de l'équipe de France masculine.

## Palmarès

### En tant que joueur
- Champion de France Pro A en 1992, 1996, 1998, 1999, 2001, 2003, 2004.
- Vainqueur de la Coupe de France en 2002, 2003, 2007.
- Vainqueur de la Semaine des As en 2003.
- Vainqueur du Tournoi des As en 1991, 1992, 1993.
- Vainqueur de la Coupe des Landes en 2010 (avec ASC Horsarrieu).
- Vainqueur du Corpo Challenge (tournoi corpo de l'Élan béarnais) en 2009, 2010 et 2011.

### En tant qu'entraineur
- Vainqueur de la Coupe de France 2020-2021 avec l'ASVEL Lyon-Villeurbanne
- Champion de France 2020-2021 et 2021-2022 avec l'ASVEL

### Sélection nationale
- Sélections en équipe de France : Cadet en 1993, Espoir en 1993, France A en 1997 et 2005.
- Championnat du monde
  - Vice-champion du monde espoir en 1993.

- Championnat d'Europe
  -  Médaille de bronze au Championnat d'Europe 2005 en Serbie-Monténégro
  - Participation au championnat d'Europe 1997 en Espagne

### Distinctions personnelles
- Capitaine de l'Élan béarnais Pau-Orthez de la saison 2001-2002 à 2007.
- Vainqueur du concours de tir à trois points au All-Star Game LNB en 2005.